# Eli Ohana
Eli Ohana (אלי אוחנה; Gerusalemme, 1º febbraio 1964) è un allenatore di calcio ed ex calciatore israeliano, di ruolo centrocampista.

## Carriera
Centrocampista di attacco la cui carriera è stata strettamente legata al Beitar Gerusalemme, ha giocato per diverse stagioni anche con il Malines, squadra belga con cui ha colto i maggiori successi della sua carriera. Con la maglia del club vinse infatti la Coppa delle Coppe, il campionato e la Supercoppa europea.

## Palmarès

### Giocatore

#### Competizioni nazionali
- Coppa di Stato: 2

Beitar Gerusalemme: 1984-1985, 1985-1986
- Campionato israeliano: 4

Beitar Gerusalemme: 1986-1987, 1992-1993, 1996-1997, 1997-1998
- Campionato belga: 1

Mechelen: 1988-1989
- Toto Cup: 1

Beitar Gerusalemme: 1997-1998

#### Competizioni internazionali
- Coppa delle Coppe: 1

Mechelen: 1987-1988
- Supercoppa UEFA: 1

Mechelen: 1988

#### Individuale
- Trofeo Bravo: 1

1988
- Calciatore israeliano dell'anno: 2

1984, 1997